# Fukuyama (Hiroshima)
Fukuyama (Japans: 福山市, Fukuyama-shi) is een stad in de Japanse  prefectuur  Hiroshima. In 2013 telde de stad 462.141 inwoners.

## Geschiedenis
De stad werd op 1 juli 1916 gesticht. Toen waren er 32.356 inwoners. Op 1 april 1998 verkreeg Fukuyama het statuut van kernstad.

## Partnersteden
- Okazaki, Japan sinds 1971
- Hamilton, Canada sinds 1976
- Pohang, Zuid-Korea sinds 1979
- Tacloban, Filipijnen sinds 1980
- Kazanlak, Bulgarije sinds 1995

Steden:
Akitakata · Etajima · Fuchu · Fukuyama · Hatsukaichi · Higashihiroshima · Hiroshima (hoofdstad) · Kure · Mihara · Miyoshi · Onomichi · Otake · Shobara · Takehara

Districten:
Aki · Jinseki · Saeki · Sera · Toyota · Yamagata
Gemeenten per district
Akita · Amagasaki · Aomori · Asahikawa · Fukuyama · Funabashi · Gifu · Hakodate · Higashiosaka · Himeji · Iwaki · Kagoshima · Kanazawa · Kashiwa · Kawagoe · Kōchi · Koriyama · Kurashiki · Kurume · Maebashi · Matsuyama · Miyazaki · Morioka · Nagano · Nagasaki · Nara · Nishinomiya · Ōita · Okazaki · Otsu · Sagamihara · Shimonoseki · Takamatsu · Takasaki · Takatsuki · Toyama · Toyohashi · Toyonaka · Toyota · Utsunomiya · Wakayama · Yokosuka